# Dogor
Dogor é um espécime canino preservado que foi encontrado no permafrost siberiano em 2018, próximo do rio Indigirka. É um cachorro macho de dois meses de idade muito bem preservado, com pelo e bigodes remanescentes. O animal foi determinado ter 18.000 anos de idade. O sequenciamento de DNA não foi capaz de identificar o animal como cão ou lobo.
O espécime foi nomeado Dogor pelos cientistas. A palavra (cirílico: Догор) significa "amigo" na língua Yakut local e também sugere se o animal é um "cão ou lobo".

## Descrição
Dogor foi encontrado no permafrost em Belaya Gora (República Sakha) no leste da Sibéria no verão de 2018. É o corpo de um filhote de cachorro canino macho de dois meses. O corpo está notavelmente bem preservado e seu pelo, bigodes, nariz e dentes permanecem intactos. Uma parte de sua costela foi analisada por datação por radiocarbono, que estabeleceu sua idade em 18.000 anos.

## Identificação
Devido à idade do animal, é possível que represente um elo evolutivo entre cães e lobos. Os cientistas continuam a debater o ponto exato em que os cães foram domesticados pela primeira vez, mas se Dogor for determinado a ser um cão, será o mais antigo já descoberto. Dogor foi, portanto, descrito como vindo de "uma época muito interessante em termos de evolução do lobo e do cão", possivelmente por volta da época da primeira domesticação dos cães.
O sequenciamento de DNA geralmente é suficiente para distinguir entre cães e lobos; entretanto, mesmo após uma grande quantidade de análises, não foi possível determinar a qual espécie Dogor pertence. É possível que Dogor represente um ancestral comum de ambas as espécies. O sequenciamento de DNA adicional está planejado e isso pode fornecer mais informações.